# Jimmy Robertson
Jimmy Robertson (Bexhill-on-Sea, 3 maggio 1986) è un giocatore di snooker inglese.

## Carriera
Diventato professionista nel 2002, Jimmy Robertson ha alternato molte fasi della sua vita tra quella di tutti i giorni e lo snooker fino a quando non ha ricevuto una card fissa nel 2009.
L'inglese ha vinto il suo primo torneo nel 2018, lo European Masters contro Joe Perry 9-6.

## Ranking[3]
| Stagione  | Ranking iniziale | Ranking finale   |
| --------- | ---------------- | ---------------- |
| 2002-2003 | Non classificato | 121              |
| 2007-2008 | Non classificato | Non classificato |
| 2009-2010 | Non classificato | 63               |
| 2010-2011 | 63               | 53               |
| 2011-2012 | 53               | 55               |
| 2012-2013 | 55               | 52               |
| 2013-2014 | 52               | 51               |
| 2014-2015 | 54               | 41               |
| 2015-2016 | 41               | 34               |
| 2016-2017 | 34               | 38               |
| 2017-2018 | 38               | 34               |
| 2018-2019 | 34               | 24               |
| 2019-2020 | 24               | 28               |
| 2020-2021 | 28               |                  |

## Tornei vinti

### Titoli Ranking: 1
| Titoli Ranking   | Titoli Ranking | Titoli Ranking | Titoli Ranking |
| ---------------- | -------------- | -------------- | -------------- |
| Competizione     | Anno           | Avversario     | Note           |
| European Masters | 2018           | Joe Perry      | [ 2 ]          |